# NGC 7649
NGC 7649 is een elliptisch sterrenstelsel in het sterrenbeeld Pegasus. Het hemelobject werd op 25 september 1886 ontdekt door de Amerikaanse astronoom Lewis A. Swift.

## Synoniemen
- IC 1487
- UGC 12579
- MCG 2-59-35
- ZWG 431.54
- PGC 71343